# Міжнародний аеропорт Балтимор/Вашингтон
Міжнародний аеропорт Балтимор/Вашингтон (IATA: BWI, ICAO: KBWI) — міжнародний аеропорт в окрузі Енн Арундел, штат Меріленд, розташований за 14 км на південь від центру Балтимора та за 50 км на північний схід від Вашингтона, округ Колумбія.

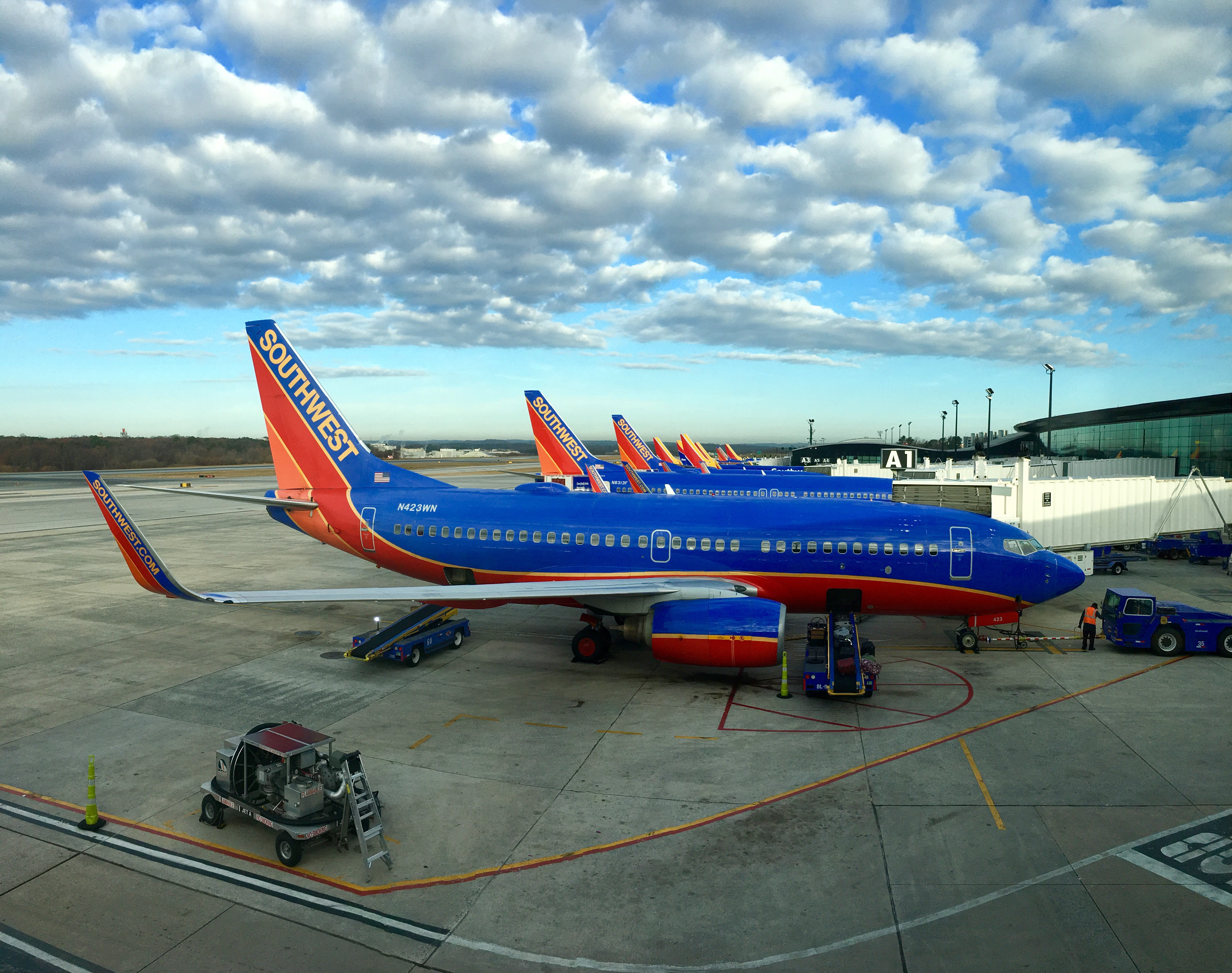
Літаки Southwest Airlines біля терміналів A і B

Аеропорт Балтимор/Вашингтон є одним із трьох великих аеропортів, які обслуговують агломерацію Вашингтон-Балтимор. Міжнародний аеропорт імені Даллеса (IAD) у Даллесі, штат Вірджинія, та Національний аеропорт імені Рональда Рейгана у Вашингтоні (DCA) у Кристал-Сіті, штат Вірджинія, є двома іншими.